# ویئیپ (آیداهو)
ویئیپ(به انگلیسی: Weippe) شهری در شهرستان کلیرواتر ایالت آیداهو است که جمعیت آن در سرشماری سال ۲۰۱۰ میلادی ۴۴۱ نفر بوده است.